# Zgromadzenie Narodowe (Wyspy Świętego Tomasza i Książęca)
Zgromadzenie Narodowe (Wyspy Świętego Tomasza i Książęca) – jednoizbowy parlament  Wysp Świętego Tomasza i Książęcej.

## Historia
Po rewolucji goździków, która miała miejsce 25 kwietnia 1974 roku w Portugalii nastąpił okres dekolonizacji. 28 września 1974 roku podjęto rozmowy w Libreville z Ruchem Wyzwolenia Wysp Świętego Tomasza i Książęcej (MLSTP). Przedstawiciele rządu hiszpańskiego proponowali konsultacje społeczne, ale po protestach 3 października 1972 roku musieli uznać MLSTP za jedynego i prawowitego przedstawiciela ludności Wysp Świętego Tomasza i Książęcej. 26 listopada 1974 roku w Algierze podpisano porozumienie ustalając datę ogłoszenia niepodległości na 12 lipca 1975 roku. Zakładało ono również, że wcześniej zostaną przeprowadzone wybory do zgromadzenia konstytucyjnego. W wyborach, które odbyły się 7 lipca MLSTP zdobyła wszystkie 16 miejsc w zgromadzeniu ustawodawczym, które w ciągu 90 dni przygotowało projekt konstytucji. 5 listopada 1975 roku na wspólnym posiedzeniu Biura Politycznego MLSTP i Zgromadzenia Ustawodawczego podczas którego przez aklamację konstytucja została zatwierdzona. Skład Zgromadzenia Ustawodawczego: Guilherme do Sacramento Neto, José Messias Rita, Francisco Limade Nazaré, António Luciano Ramos, Celestino Pinto, Crispim de Jesus Bonfim, Domingos Dias Vaz, Filipe Lopes Bandeira,  Germano Quaresma dos Santos Vaz, Manuel Francisco da Fonseca Veloso, Aparício dos Santos, Lúcio Afonso de Oliveira,  Marcelo Francisco Veiga da Mata, Maria Augusta daSilva, Tomé Dias da Costa, Silvestre Balduíno de Barros Umbelina.

## I-III kadencja
Po jej zatwierdzeniu Zgromadzenie rozwiązało się, a zgodnie z konstytucja zostało powołane na cztery lata Zgromadzenie Ludowe (Assembleia Popular) w skład którego weszli członkowie Biura politycznego MLSTP( w 1975 roku byli to: Miguel Trovoada, Leonel Mário de Alva, Carlos Dias da Graça, Alda Graça do Espírito Santo, José Fret Lau Chong, João de Alva Tores i Alexandrina Barros Lima), członkowie rządu, 13 przedstawicieli Comités de Zona, po 2 przedstawicieli organizacji młodzieżowych i kobiecych, 5 reprezentatywnych obywateli, a za wybór wszystkich kandydatów odpowiadała MLSTP. Zgromadzenie miało zbierać się dwa razy w roku lub częściej na posiedzeniach nadzwyczajnych zwoływanych z inicjatywy prezydenta, rządu lub 2/3 członków. W przerwach pomiędzy posiedzeniami funkcję zgromadzenia pełniła Comissão Permanente (Komisja Stała). Członkowie na pierwszym posiedzeniu składali przysięgę i wybierali przewodniczącego. Chronił ich immunitet, ale na wniosek MLSTP lub 2/3 członków jeśli nie spełniali dobrze swoich obowiązków można ich było usunąć. Zgromadzenia na wniosek MLSTP wybierało na 4 lata prezydenta, który zwoływał jego posiedzenia zwyczajne, otwierał i zamykał obrady i ustalał termin wyborów. Pierwsza kadencja trwała od 12 grudnia 1975 do 12 maja 1980, a przewodniczącym Zgromadzenia w tym okresie był Leonel Mário d'Alva. Druga kadencja trwała od 12 maja 1980 do 30 września 1985 roku. Trzecia kadencja trwała od 30 września 1985 do 2 marca 1991 roku. Przewodniczącą w II i III kadencji była Alda Neves da Graça do Espírito Santo. W 1990 roku miała miejsce rewolucja ustrojowa. Została przygotowana i zatwierdzona nowa konstytucja.

## IV kadencja
22 sierpnia odbyło się referendum konstytucyjne. Zgodnie z nową konstytucją Zgromadzenie Narodowe (Assembleia Nacional) jest najwyższym organem przedstawicielskim i ustawodawczym państwa. W jego skład wchodzi 55 posłów wybieranych na 4 lata. Pierwsze wybory do parlamentu miały miejsce 20 stycznia 1991 roku. Pierwsze posiedzenie Zgromadzenia miało miejsce  2 marca 1991 roku. Przewodniczącym został Leonel Mário d'Alva. W skład Zgromadzenia weszły 3 partie: Partia Konwergencji Demokratycznej (PCD) z 33 mandatami, MLSTP z 21 mandatami i Partido CÓDÓ z 1 mandatem.
9 lipca 1994 roku, 6 miesięcy przed końcem kadencji prezydent rozwiązał Zgromadzenie po poważnym kryzysie politycznym. Nowe wybory odbyły się 8 października 1994 roku, a od lipca do dnia zebrania się nowego parlamentu działała Komisja Stała. Ta kadencja trwała od 2 marca 1991 do 16 listopada 1994 roku.

## V kadencja
Kadencja trwała od 16 listopada 1994 do 2 stycznia 1999 roku. Przewodniczącym został Francisco Fortunato Pires. W skład zgromadzenia weszły 3 partie: MLSTP-SD z 27 mandatami, Partia Demokratycznej Konwergencji(PCD) i ADI miały po 14 mandatów.

## VI kadencja
Wybory odbyły się 8 listopada 1998 roku. Wygrała je MLSTP-PSD zdobywając 31 mandatów, ADI 16 mandatów, a Partia Demokratycznej Konwergencji (PCD) 8 mandatów. 2 stycznia 1999 roku odbyło się pierwsze posiedzenie. Na przewodniczącego ponownie został wybrany Francisco Fortunato Pires. Ta kadencja trwała od 2 stycznia 1999 do 18 lutego 2002 roku.

## VII kadencja
Wybory odbyły się 26 marca 22, a pierwsze posiedzenie Zgromadzenia 18 kwietnia 2002 roku. Przewodniczącym został wybrany Dionísio Tomé Dias. Wybory wygrała MLSTP-PSD zdobywając 24 mandaty, koalicja MDFM/PCD zdobyła 23, a koalicja Uê Kédádji 8 mandatów. Kadencja zakończyła się 18 maja 2006 roku.

## VIII kadencja
Kolejne wybory odbyły się 26 marca 2006 roku. MLSTP-PSD zdobyła 23 mandaty, koalicja MLSTP/PSD zdobyła 20 mandatów, ADI zdobyło 11 mandatów, a Novo Rumo 1 mandat. Pierwsze posiedzenie odbyło się 18 maja 2006 roku, a przewodniczącym został wybrany Francisco da Silva. Gdy zmarł 14 kwietnia 2010 roku na jego miejsce 6 maja wybrano Arzemira dos Prazeresa.

## IX kadencja
Wybory odbyły się 1 sierpnia, a pierwsze posiedzenie 11 września 2010 roku. Wybory wygrała ADI zdobywając 26 mandatów, MLSTP-PSD miała 21 mandatów, PCD siedem, a MDFM/PL 1 mandat. Przewodniczącym Zgromadzenia został wybrany Evaristo de Carvalho, który 26 listopada 2012 roku zrezygnował z funkcji. 28 listopada na jego miejsce wybrano Alcino Martinho de Barrosa Pinto.

## X kadencja
Wybory odbyły się 12 października 2014 roku. Na pierwszym posiedzeniu 22 listopada 2014 roku przewodniczącym wybrano José da Graça Diogo. W wyborach partia ADI zdobyła 33 mandaty, MLSTP-PSD 16, PCD 5 oraz União para Democracia e Desenvolvimento (UDDI) 1 mandat.

## XI kadencja
Wybory odbyły się 7 października 2018roku. Na pierwszym posiedzeniu 22 listopada 2018 roku przewodniczącym został wybrany Delfim Santiago das Neves. W wyborach 25 mandatów zdobyła ADI, 23 MLSTP-PSD, a koalicja PCD/MDFM/UDD 5 mandatów. 